# Phänomen (Lied)
Phänomen ist ein Lied der deutschen Schlagersängerin Helene Fischer. Das Stück ist die erste Singleauskopplung aus ihrem fünften Studioalbum Für einen Tag.

## Entstehung und Artwork
Geschrieben wurde das Lied von Kristina Bach und Jean Frankfurter. Arrangiert, produziert und programmiert wurde die Single von Jean Frankfurter. Neben Fischers Gesang sind im Hintergrund noch die Sänger Franco Leon, Rainer Marz, Bimey Oberreit und Kareena Schönberger zu hören. Neben den Produktionstätigkeiten übernahm Frankfurter auch das Spielen des Keyboards. Das Lied wurde unter dem Musiklabel EMI veröffentlicht. Auf dem Cover der Maxi-Single ist – neben der Aufschrift des Künstlers und des Liedtitels – Fischer mit einem blauen Kleid auf dem Dach eines Hochhauses zu sehen.

## Veröffentlichung und Promotion
Die Erstveröffentlichung von Phänomen fand im September 2011 als Airplay statt. Die Veröffentlichung der Maxi-Single fand am 7. Oktober 2011 in Deutschland, Österreich und der Schweiz statt. Die Single ist zum Download und als physischer Tonträger erhältlich. Die Maxi-Single enthält neben der Singleversion auch eine von Christopher Applegate und Michael Bestmann getätigte Remixversion von Phänomen als B-Seite.
Um das Lied zu bewerben, folgte unter anderem ein Liveauftritt zur Hauptsendezeit während des Herbstfest der Abenteuer in der ARD. Anfangs hielt sich der Erfolg von Phänomen in Grenzen. Erst nach einem Liveauftritt von Andrea Berg in ihrer 20-jährigen Jubiläumsshow und durch einen Liveauftritt von Beatrice Egli während der siebten Mottoshow von Deutschland sucht den Superstar 2013 gewann das Lied an Aufmerksamkeit.

## Inhalt
Der Liedtext zu Phänomen ist in deutscher Sprache verfasst. Die Musik wurde von Jean Frankfurter und der Text von Kristina Bach geschrieben beziehungsweise komponiert. Musikalisch bewegt sich der Song im Bereich des Schlager. In dem Lied werden die positiven Eigenschaften einer Person besungen, die als Phänomen bezeichnet wird.

„Du, bist ein Phänomen.

Du, kannst die Erde drehen.

Du, dich fängt niemand ein.

Der Wind trägt deinen Namen.
Du, bist ein Phänomen.

Du, manchmal unbequem.

Du, bist ein echter Freund.

Dein Wort hält Wort, lachst alle Schatten fort.“

## Musikvideo
Im Musikvideo zu Phänomen ist Fischer zu sehen, die zum einen das Lied in einem weißen Outfit vor einem weißen Hintergrund singt. Zum anderen ist Fischer zu sehen, wie sie das Lied in einem blauen Kleid auf dem Dach eines Hochhauses singt. Die Gesamtlänge des Videos ist 4:00 Minuten.

## Mitwirkende
| Liedproduktion - Kristina Bach: Liedtexter - Helene Fischer: Gesang - Jean Frankfurter: Arrangement, Keyboard, Komponist, Musikproduzent, Programmierung - Franco Leon: Hintergrundgesang - Rainer Marz: Hintergrundgesang - Bimey Oberreit: Hintergrundgesang - Kareena Schönberger: Hintergrundgesang | Unternehmen - EMI Group: Musiklabel - Musikverlag FrankyBoy e. K.: Vertrieb |

## Kommerzieller Erfolg

### Chartplatzierungen
Phänomen erreichte in Deutschland Position 49 der Singlecharts und konnte sich insgesamt zwölf Wochen in den Charts halten. In den deutschen Airplaycharts erreichte die Single in neun Chartwochen Position 70. In der Schweiz erreichte die Single Position 71 und konnte sich eine Woche in den Charts halten.
Für Fischer ist dies der vierte Charterfolg in Deutschland und der dritte in der Schweiz. Für Frankfurter als Autoren ist Phänomen bereits die 48. Single in Deutschland und die siebte Single in der Schweiz, die sich in den Singlecharts platzieren konnte. Als Produzent ist Phänomen sein 29. Charterfolg in Deutschland und der vierte in der Schweiz.
| ChartsChartplatzierungen | Höchstplatzierung | Wochen |
| ------------------------ | ----------------- | ------ |
| Deutschland (GfK)        | 49 (12 Wo.)       | 12     |
| Schweiz (IFPI)           | 71 (1 Wo.)        | 1      |

### Auszeichnungen für Musikverkäufe
Im Mai 2023, fast zwölf Jahre nach seiner Erstveröffentlichung, erreichte Phänomen Goldstatus mit über 150.000 verkauften Einheiten in Deutschland. Das Lied zählt damit zu den meistverkauften Schlagern des Landes der 2010er-Jahre.
| Land/Region        | Auszeichnungen für Musikverkäufe (Land/Region, Auszeichnung, Verkäufe) | Verkäufe |
| ------------------ | ---------------------------------------------------------------------- | -------- |
| Deutschland (BVMI) | Gold                                                                   | 150.000  |
| Insgesamt          | 1× Gold ·                                                              | 150.000  |

## Coverversionen
Die Band Schlagerkids coverte das Lied im Jahr 2021 für ihr Debütalbum Vol. 1.